# Șumuleu Ciuc
Șumuleu Ciuc (Hongaars: Csíksomlyó) is een dorp dat behoort aan Miercurea-Ciuc in Roemenië. Tot 1959 was het zelf een comună. Het is de locatie van een jaarlijkse bedevaart van rooms-katholieke pelgrims, wanneer katholieken vanuit heel Hongarije en Roemenië daar samenkomen.
Șumuleu Ciuc ligt in het district Harghita in het oosten van Transsylvanië, 3 kilometer ten noordoosten van Miercurea-Ciuc, aan de oevers van de Șumuleu.

## Geschiedenis
Het dorp werd voor het eerst vernoemd in 1333, wanneer het sacerdos de Sumbov werd genoemd. Een jaar later werd het vernoemd als Sumlov, in 1444 als Somlyo. De dorpsnaam Csíksomlyó werd eerst gegeven in 1913 wanneer de dorpen Csíksomlyó-Várdotfalva en Csobotfalva (Roemeens: Ciobotani) samensmolten. Oorspronkelijk werd het toegewezen als de berg in de buurt van het franciscaans klooster. Volgens de historicus Losteiner, had het dorp al zijn eigen kerk en klooster in 1208.
Het Franciscaans klooster werd gesticht in 1442 door Johannes Hunyadi, die Hongarije verdedigde tijdens de Ottomaanse invasie, om zijn overwinning tegen de Turkse troepen in Sibiu te gedenken. De kerk en het klooster ontliepen de vernietigingen van de geschiedenis niet. In 1553 werd het dorp aangevallen en werd terreur verspreid door de Walachijse Pătrașcu de Goede en Johan III de Verschrikkelijke; In 1600 plunderde de Habsburgse generaal Basta Csíkszék; maar de dodelijkste aanval kwam in 1661 wanneer de Krim-Tataren de kerk, het klooster en de school in brand staken en zo vernietigden. De volgende Tartaarse aanval in 1694 werd teruggeslagen door goed voorbereide troepen, waar zelfs vrouwen bij meevochten.
Csíksomlyó werd een bedevaartsoord in 1567, toen de Hongaarse koning John II Sigismund Zápolya de bevolking van het Szeklerland wou bekeren tot het protestantisme. De Székely bevolking wou hun katholiek geloof niet in de steek laten en bood weerstand. In een nabijgelegen veld vond zich een veldslag plaats, op de zaterdag voor Pinksteren van 1567, die de Székely bevolking won. De monniken zagen dit als een goede daad van de Maagd Maria, en vanaf dan werd dit herinnerd door een bedevaart naar hier op Pinksteren. Naast zijn gelovige betekenis toont het ook de eenheid tussen het Hongaarse volk zowel binnen als buiten de grenzen van de historische streek Transsylvanië.
Met goedkeuring door de paus in 1667 opende de middelbare school Csíksomlyó zijn deuren in 1668. Bij de oprichters van de school was Johannes Caioni (1629-1687), die een architect, componist, orgelbouwer en bespeler, historicus en drukker was. Hij richtte de drukkerij van Csíksomlyó op (de eerste in het Szeklerland), en drukte het eerste boek in 1675, een psalmenboek genaamd Cantionale Catolicum.
De middelbare school werd opengehouden door Franciscaanse monniken, maar door de zeer belangrijke culturele, etnografische, architecturale, artistieke, etc., prestaties die ze maakten, kreeg de school donaties van politieke leiders en belangrijke nobelen, als teken van appreciatie. Zelfs Basta, de wrede Habsburgse generaal schonk rijkdom, en spaarde de monniken tijdens zijn plunderingen. De grootste schenkingen kwamen van de Hongaarse Gabriel Bethlen in 1616, George I Rákóczi in 1649, Ákos Barcsay in 1659, en Mihálly Apaffi in 1662. Daardoor waren de Franciscaanse monniken in staat een educatief, cultureel en artistiek centrum van zo'n hoog niveau te verkrijgen in de middelbare school van Csíksomlyó, dat het volledig vergelijkbaar was van niveau met andere bekende scholen van dezelfde soort in West-Europa.
De bouw van de huidige kerk begon in 1802 in late barokstijl, en de bouw, met binnenkant bij, duurde 72 jaar. De fundering van het oude klooster gebouw bij John Hunyadi, diende als basis voor het nieuwe gebouw. De kerk met twee torens, heeft een 12 meter hoge gang met fantastische schilderijen van Italiaanse en Hongaarse schilders; het orgel, opnieuw gebouwd door Johannes Caioni, en een houten beeld van de Maagd Maria, ook gekend als de Wenende Maria, in het hoofdaltaar tellen beide mee als een meesterwerk. Een van de bellen van de kerk weegt zo'n 1.133 kg.
Het dorp behoorde administratief gezien bij Csíkszék, dat toen van 1876 tot 1918 tot het district Csik van het Koninkrijk Hongarije behoorde. In 1920 werd Șumuleu Ciuc, net als de rest van Transsylvanië, met het Verdrag van Trianon van Hongaarse naar Roemeense controle overgedragen. De regio kwam opnieuw in Hongaarse handen in 1940 door het Verdrag van de Belvedere. Na de Tweede Wereldoorlog werd het opnieuw deel van Roemenië in 1947. Tussen 1952 en 1960 maakte het deel uit van de Hongaarse Autonome Provincie tot deze werd opgeheven in 1968. Vanaf dan was de comună deel van het District Harghita tot het werd geïncorporeerd door Miercurea-Ciuc.